# Haarvat
Een haarvat, of vas capillare, is een bloedvat dat spreekwoordelijk zo dun is als een haar, maar in werkelijkheid zo'n vijf tot tien keer dunner: 5 tot 10 μm.
Door sommige haarvaten passen maar een, of enkele bloedcellen naast elkaar. Ondanks hun kleine afmeting, is de dwarsdoorsnede van alle haarvaten bij elkaar opgeteld, vele malen groter dan die van de gezamenlijke, overige bloedvaten, met name de aders en slagaders. Een haarvat kan, onder invloed van de werking van groeihormoon, uitgroeien tot een ader.

## Couperose
Soms wordt het bindweefsel dat de haarvaten elastisch maakt slapper, net name bij oudere mensen. De vaatjes raken overvuld met bloed, waardoor ze zichtbaar zijn als rode plekken, meestal in het gezicht. Deze 'huidaandoening', die eigenlijk een vaatafwijking is, staat bekend als couperose.

## Haarvatvorming bij kanker
Er wordt veel onderzoek gedaan naar angiogeneseremmers, geneesmiddelen die de vorming van haarvaten in kankergezwellen kunnen tegengaan. Een gezwel is immers, als ieder ander weefsel, voor zijn groei direct afhankelijk van een goede doorbloeding. Bloed zorgt voor de aanvoer van zuurstof en voedingsstoffen naar de cellen van de tumor.